# Jacobus Johannes Pieter Oud
Jacobus Johannes Pieter Oud (także J.J.P. Oud, ur. 9 lutego 1890 w Purmerend, zm. 5 kwietnia 1963 w Wassenaar) – holenderski architekt modernistyczny, przedstawiciel poetyckiego funkcjonalizmu w architekturze.

## Życiorys
Brat J.J.P. Ouda, Pieter Oud, był burmistrzem Rotterdamu. J.P.P. Oud studiował w Amsterdamie i Delfcie u Petrusa Josephusa Hubertusa Cuypersa, Jana Stuyta oraz Theodora Fischera.
W 1914 osiadł w Lejdzie, gdzie poznał Theo van Doesburga. W latach 1917–1920 współpracował z jego czasopismem De Stijl i grupą architektoniczną pod tą samą nazwą.
W latach 1918–1933 Oud był architektem miejskim Rotterdamu. W 1954 otrzymał tytuł doktora honoris causa Uniwersytetu Technicznego w Delfcie.

## Główne dzieła
- willa Allegonda w Katwijk, 1917
- osiedle Oud-Mathenesse w Rotterdamie, 1922
- osiedle Hoek van Holland w Rotterdamie, 1924-1927
- Café De Unie w Rotterdamie, 1925 (Budynek został zburzony przez Niemców w 1940 roku i odbudowany w 1986 r.)
- osiedle Kiefhoek w Rotterdamie, 1925-1930
- domy szeregowe w Stuttgarcie na wystawie mieszkaniowej w Weißenhof przy Pankokweg 1-9, 1927
- budynek BIM (siedziba koncernu Shell) w Hadze, 1938-42
- kasa oszczędności w Rotterdamie, 1942-50
- pomnik narodowy w Amsterdamie, 1949 (z rzeźbiarzem Johnem Raedeckerem)
- dom dziecka w Arnhem, 1952-1960
- budynek towarzystwa ubezpieczeń De Utrecht w Rotterdamie, 1954-61
- budynek kongresowy w Hadze, 1956-63

## Galeria

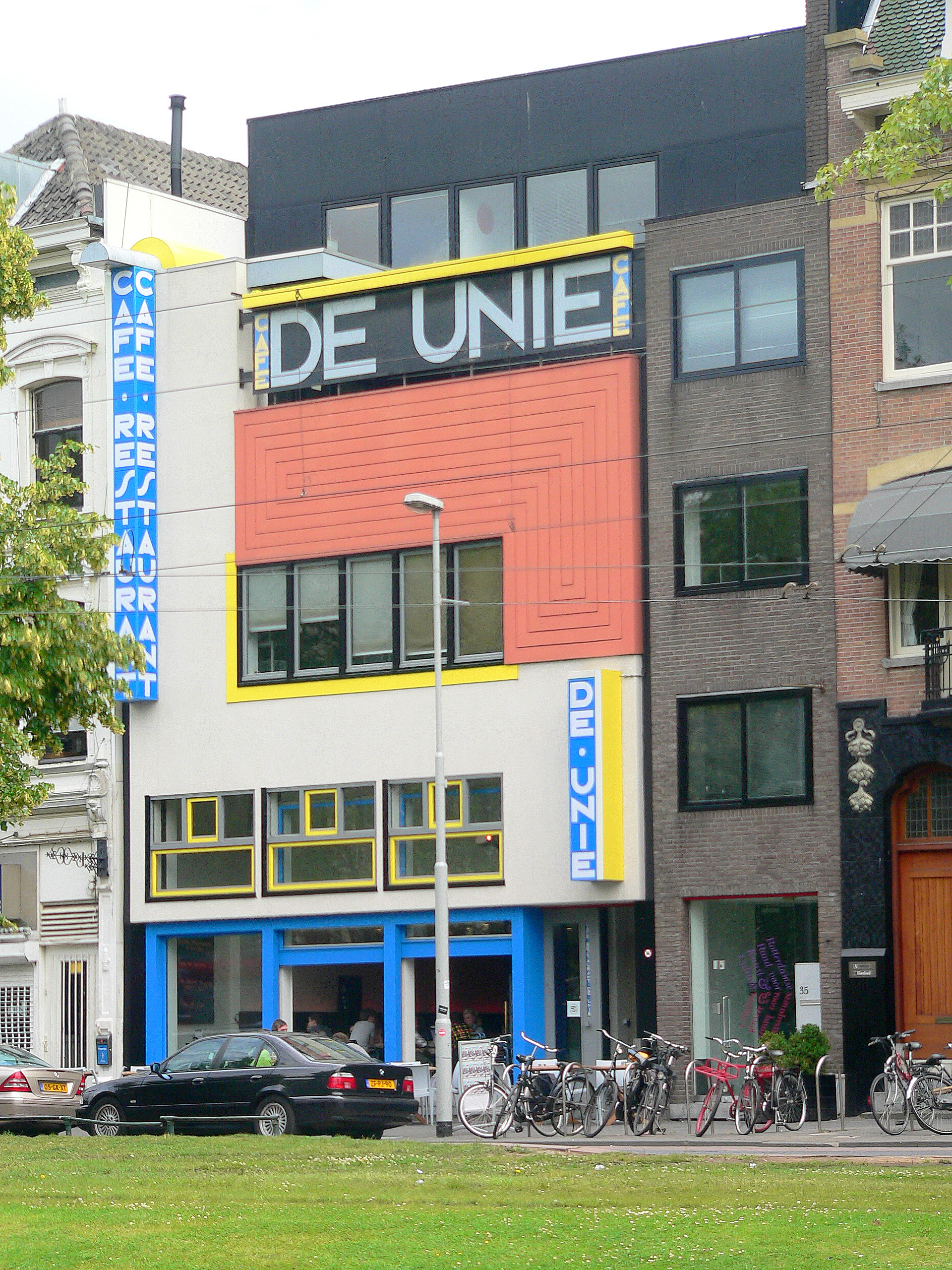
J.J.P. Oud: Café De Unie w Rotterdamie, 1925.
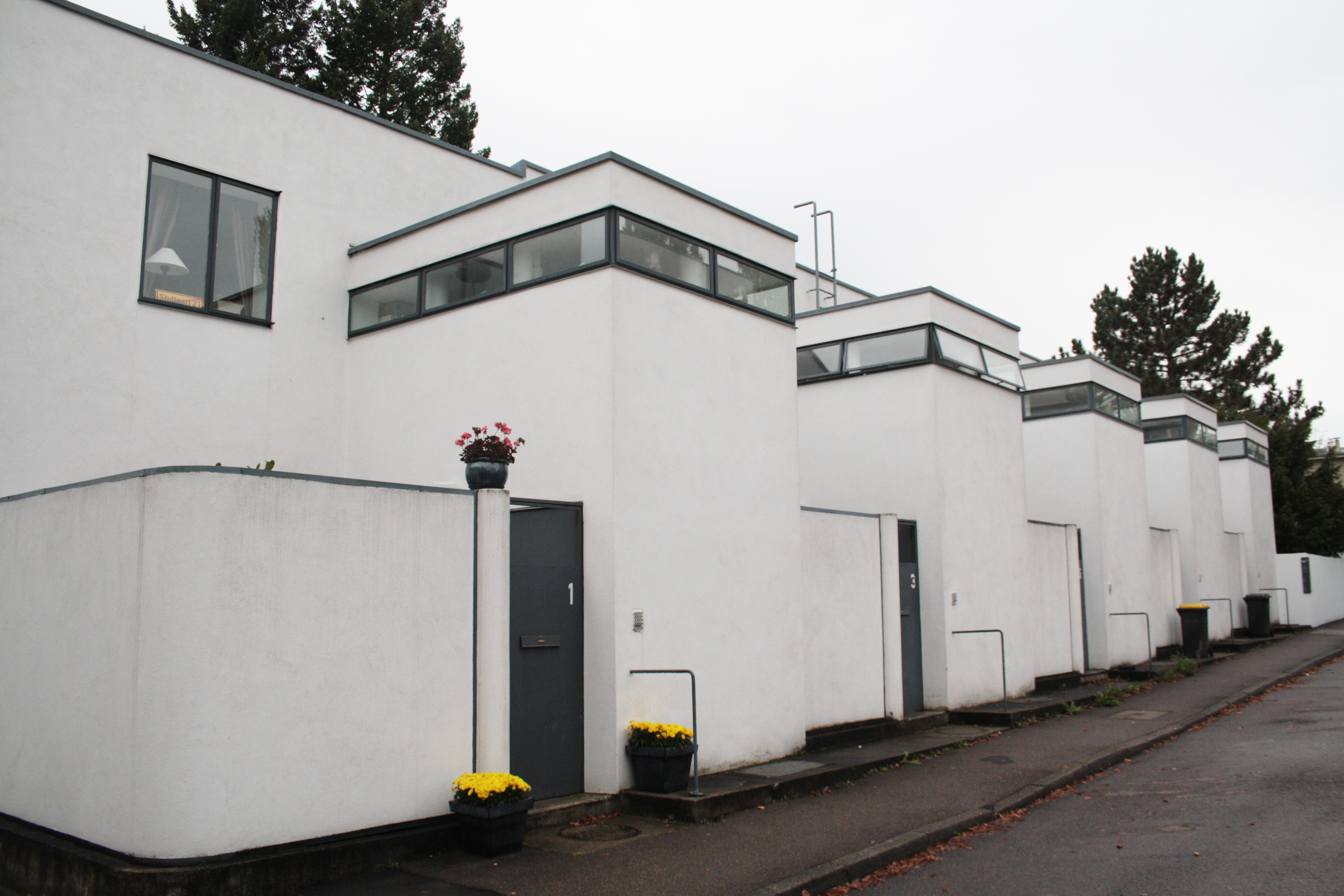
J.J.P. Oud: Domy szeregowe na wystawie mieszkaniowej w Weißenhof, 1927.
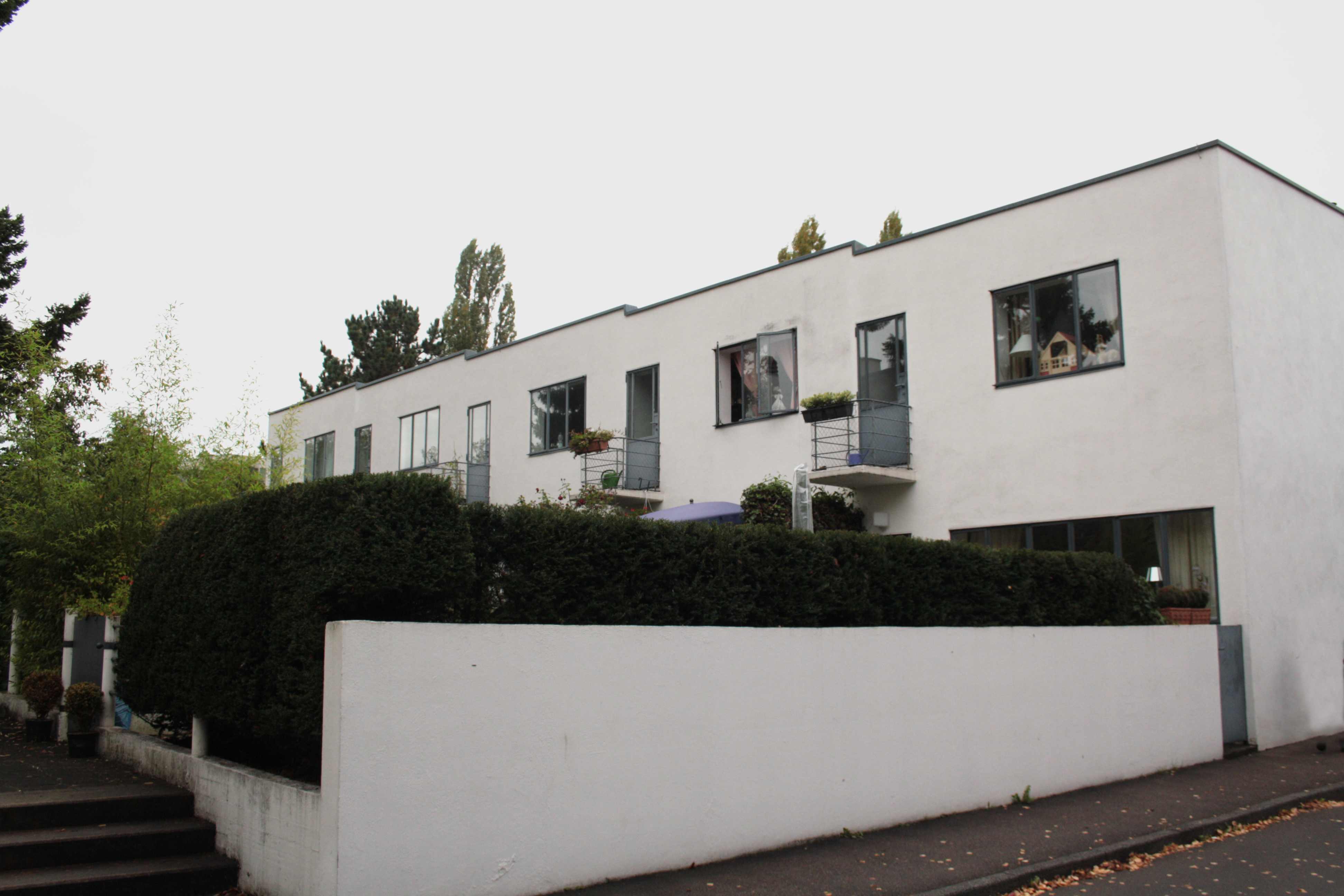
J.J.P. Oud: Domy szeregowe w Weißenhof od tyłu, 1927.
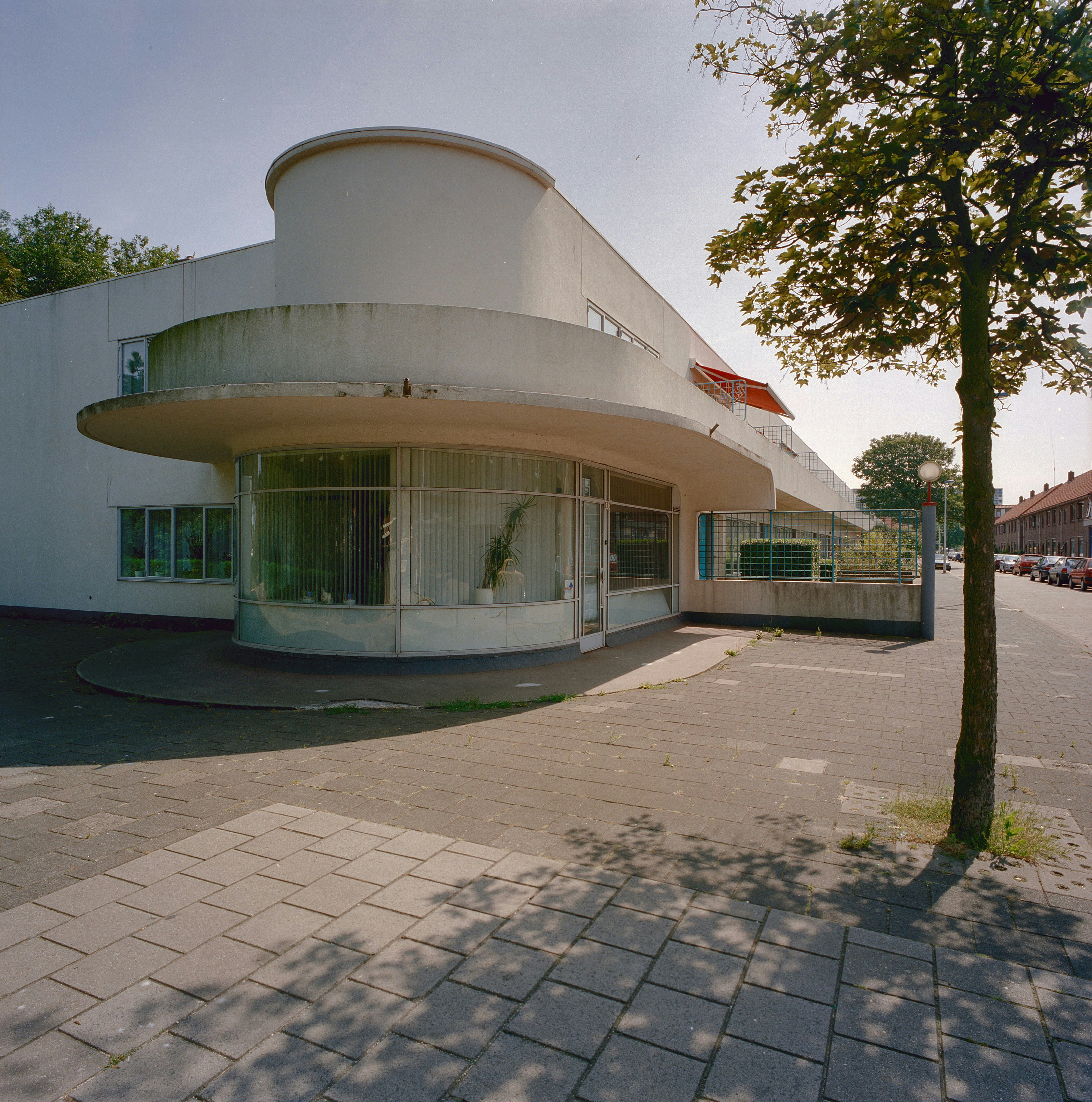
J.J.P. Oud: Osiedle Hoek van Holland w Rotterdamie, 1927.
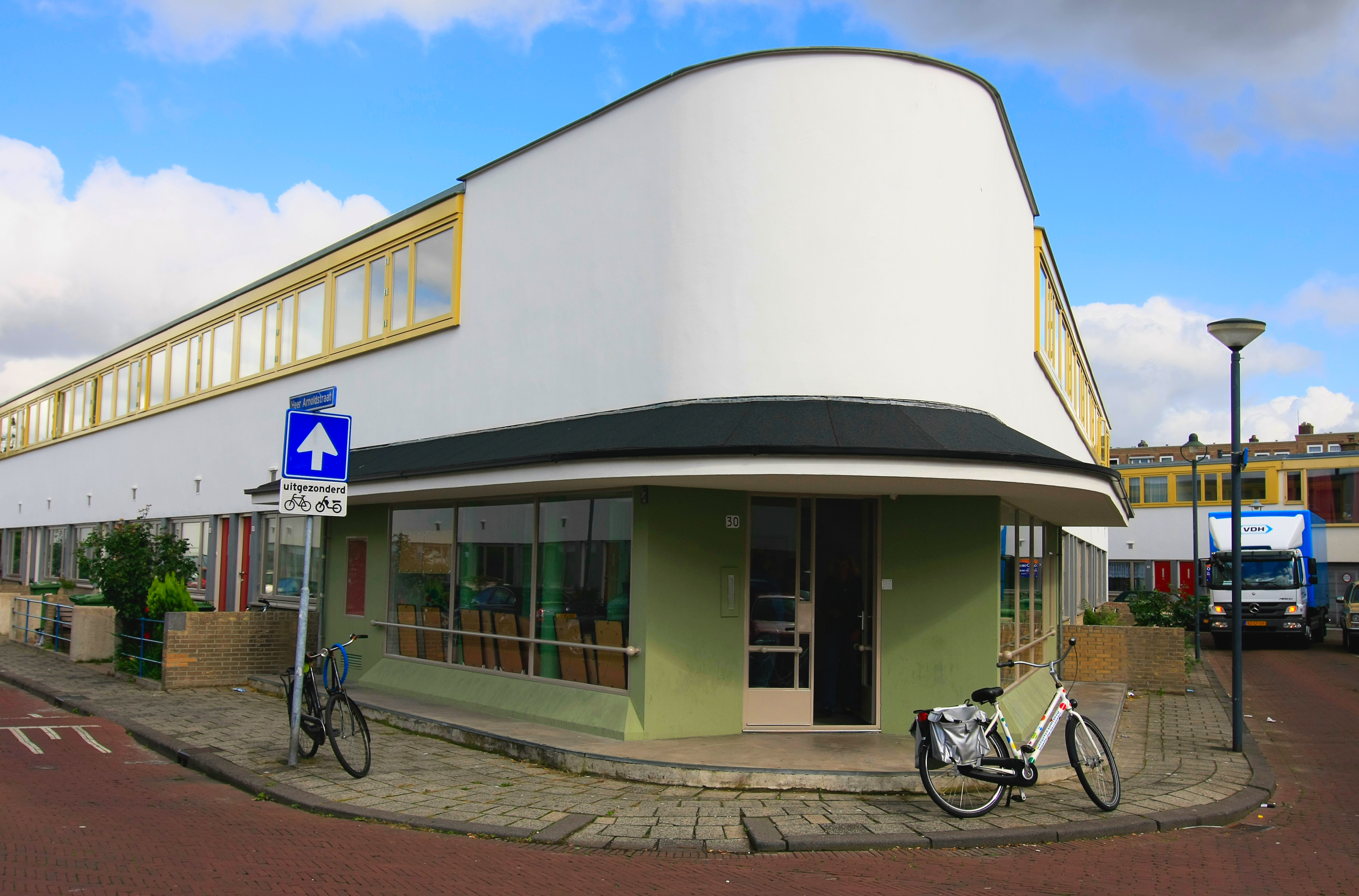
J.J.P. Oud: Osiedle Kiefhoek w Rotterdamie, 1930.
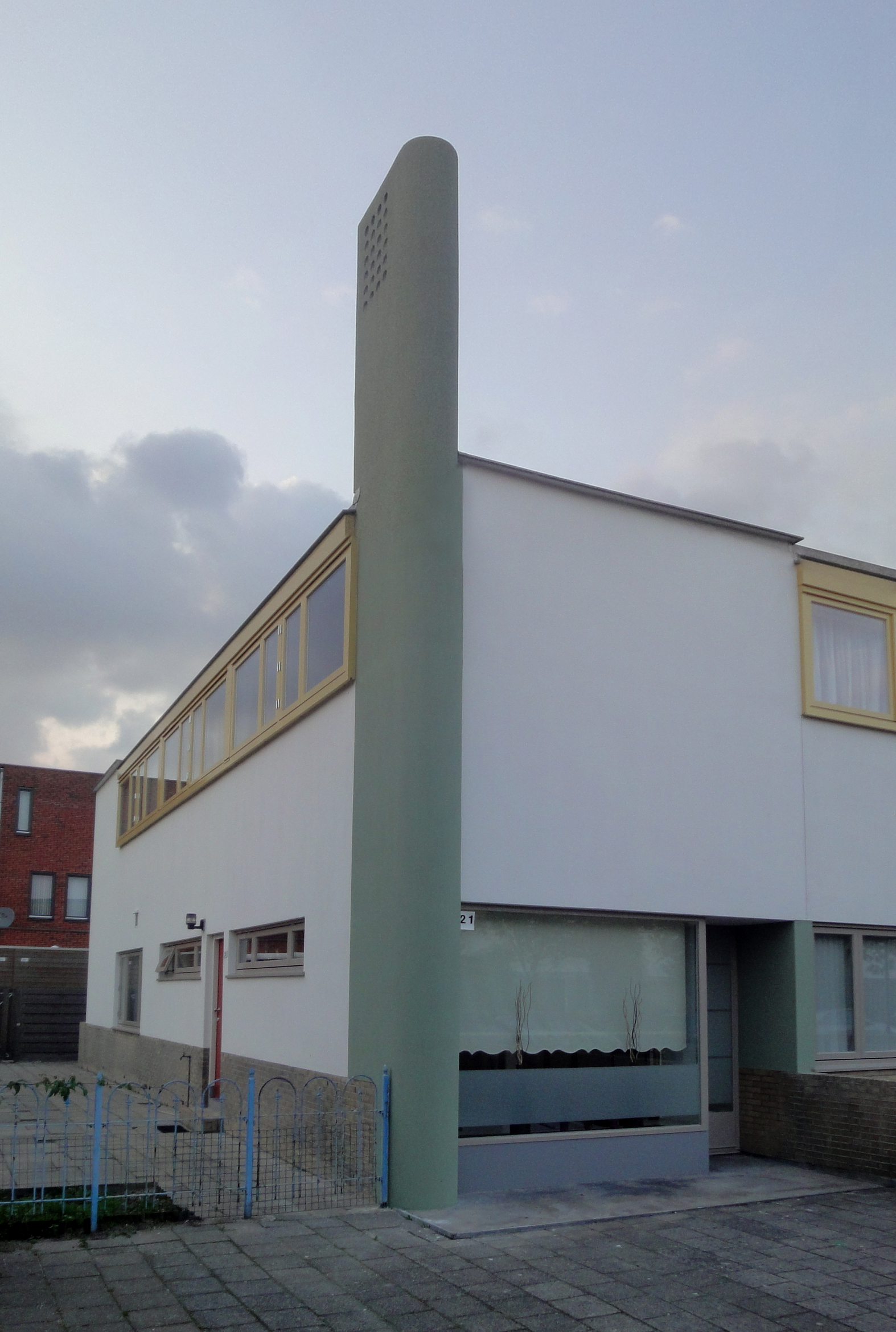
J.J.P. Oud: Osiedle Kiefhoek w Rotterdamie, 1930.
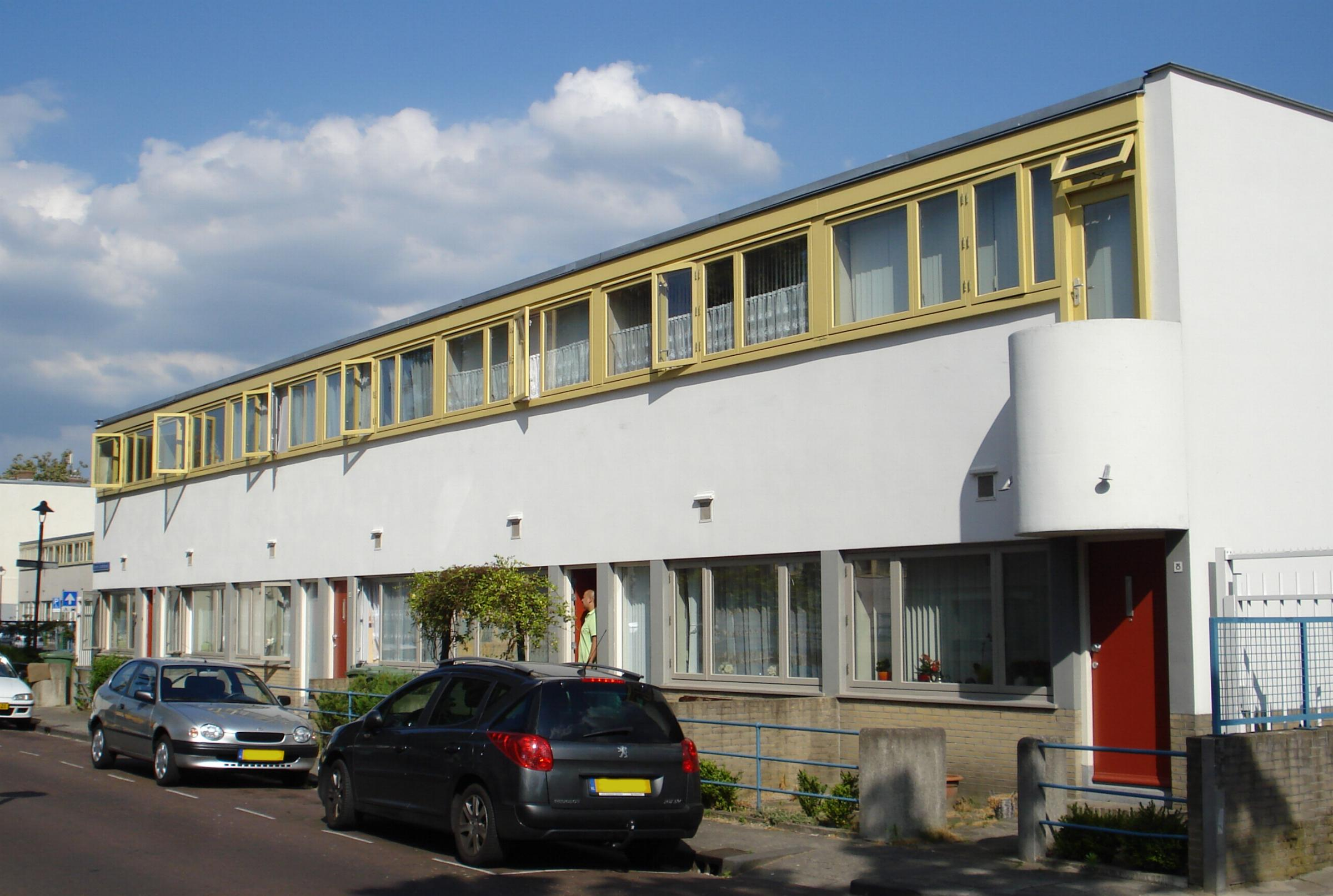
J.J.P. Oud: Osiedle Kiefhoek w Rotterdamie, 1930[2].